# Ansouis
Ansouis è un comune francese di 1 151 abitanti situato nel dipartimento della Vaucluse della regione della Provenza-Alpi-Costa Azzurra.

Zona prevalentemente agricola (vigneti, oliveti, patate), il paese ha conosciuto negli ultimi anni un considerevole sviluppo del turismo.

## Società

### Evoluzione demografica
Abitanti censiti